# Lotononis steingroeveriana
Lotononis steingroeveriana är en ärtväxtart som beskrevs av Dummer. Lotononis steingroeveriana ingår i släktet Lotononis och familjen ärtväxter. Inga underarter finns listade i Catalogue of Life.